# Шутенко Таїсія Іванівна
Таї́сія Іва́нівна Шуте́нко (* 5 жовтня 1905, Харків — 15 вересня 1975, Київ) — український композитор і педагог.

## Біографічні відомості
Родом із Харкова. Там таки 1930 року закінчила музично-драматичний інститут, клас Семена Богатирьова), згодом Московську консерваторію (1934—1937).
Викладала в музичних професійних школах і на музичних курсах у Харкові, від 1956 року в Києві.

## Твори
- Твори для оркестру:
  - симфонія «Кармелюк» (1937),
  - «Увертюра»,
  - струнний квартет.
- Твори для народних інструментів:
  - 16 п'єс для бандури.
- Музика до п'єс
  - «Маруся Богуславка»,
  - «Княжна Вікторія»,
  - «Макбет»,
  - «Кіт у чоботях» та інші

Писала пісні, зокрема, на слова Іллі Бердника.